# St. Gorgonius (Goldenstedt)

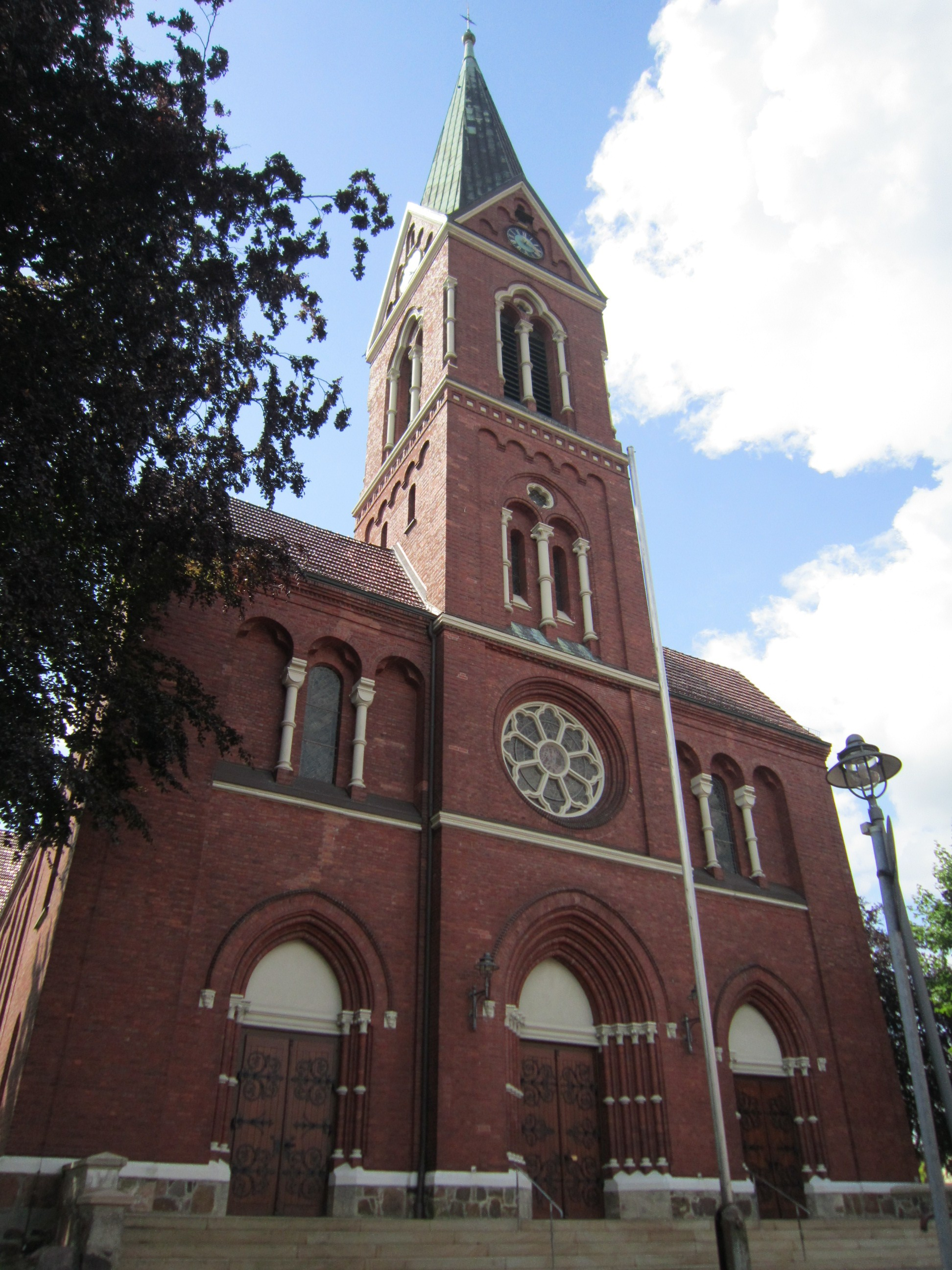
Ansicht von Südosten

St. Gorgonius in Goldenstedt ist die Pfarrkirche der katholischen Kirchengemeinde St. Gorgonius, die dem Dekanat Vechta des Bistums Münster angehört.

## Geschichte
Die Goldenstedter Kirchengemeinde gehört zu den ältesten der Region. Die erste Kirche in Goldenstedt wurde bereits gegen Ende des 8. Jahrhunderts unter Abt Gerbert Castus von der Missionszelle Visbek aus gegründet und ist eine Urkirche des nordwestlichen sächsischen Lerigaus. Diese Kirche wurde zusammen mit dem Kloster (cellula) Visbek durch Ludwig den Deutschen 855 der Benediktinerabtei Corvey an der Weser geschenkt. Bis ins 20. Jahrhundert existierte eine ursprünglich romanische Kirche mit dem Patrozinium des Gorgonius von Rom, deren Bauzeit unbekannt ist und die im Laufe der Zeit mehrfach verändert wurde. 1423 soll das Kirchengebäude erweitert worden sein, 1616 wurden die Gewölbe zerstört.
In dieser Kirche bestand nach der Reformation das Simultaneum mixtum, bei dem Katholiken und Protestanten ihre Gottesdienste gemeinsam feierten. Das Simultaneum endete 1850 nach dem Bau der evangelischen Martin-Luther-Kirche. Die Kirche St. Gorgonius ging in alleinigen Besitz der katholischen Gemeinde über.
Die Simultankirche wurde 1908 abgerissen und bis 1910 durch einen Neubau nach Entwurf des Bremer Architekten Heinrich Flügel ersetzt.

## Baubeschreibung

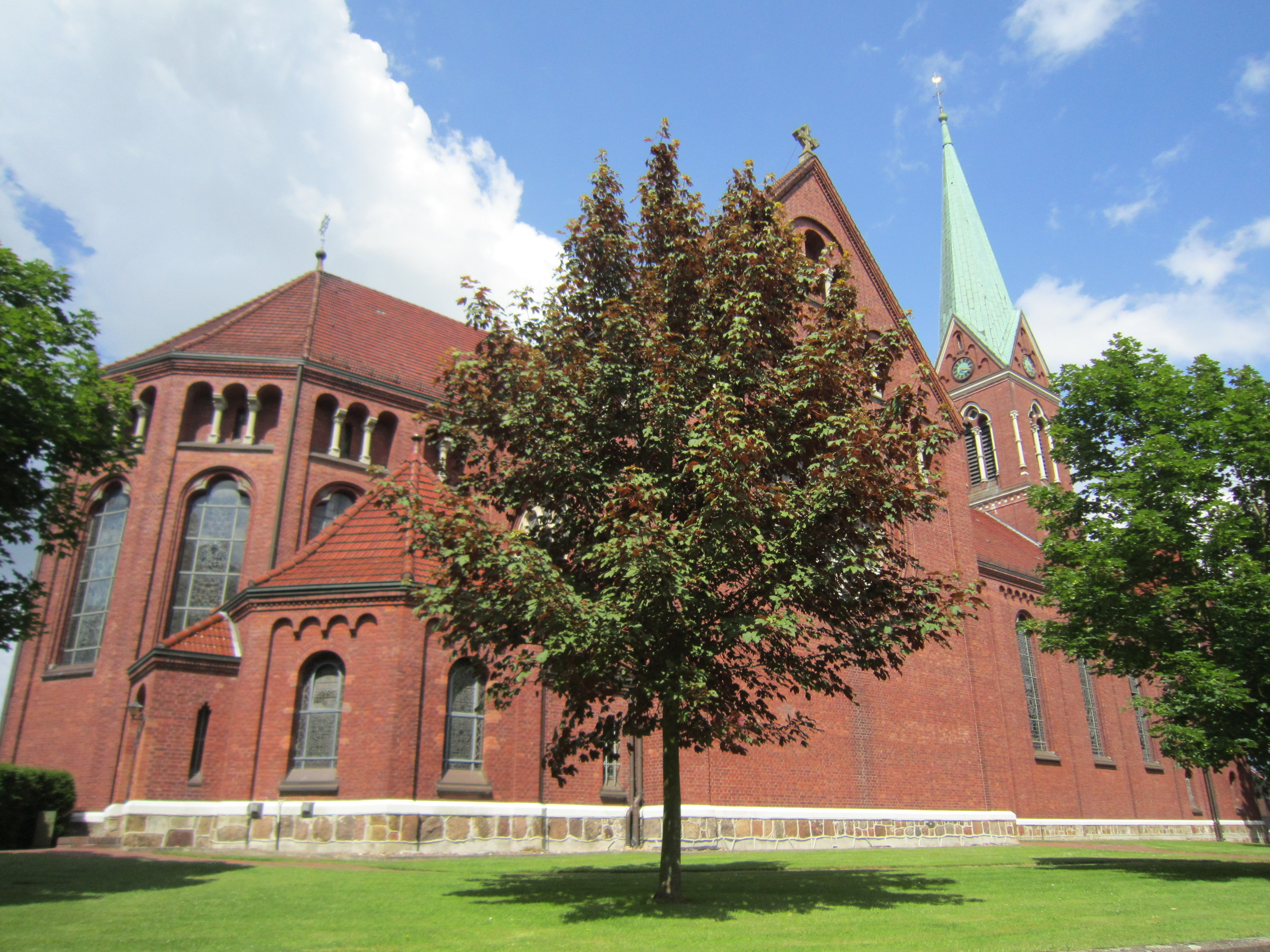
Ansicht von Südwesten

Der Baustil der neuen Kirche greift historistisch auf den Übergangsstil der Romano-Gotik zurück. Es handelt sich um eine dreischiffige Hallenkirche aus rotem Backstein mit fünfjochigem Langhaus, Querhaus und Chor mit 7/12-Schluss. Der viergeschossige Turm befindet sich auf einem querhausartigen Unterbau mit drei spitzbogigen Portalen.
Die Fenster sind rundbogig, das Querhaus ist mit Rosetten und Blendbögen verziert und über den Chorfenstern befindet sich eine Zwerggalerie. Das Querhaus ist mit Sterngewölbe ausgestattet, das Langhaus mit Kreuzrippengewölbe und Stichkappen.

## Ausstattung
Aus der Bauzeit der neuen Kirche sind ein Großteil der Verglasung, der neugotische Hochaltar und zahlreiche Figuren erhalten. Aus dem Vorgängerbau stammen Gemälde der Geißelung und Dornenkrönung Christi vom Ende des 17. Jahrhunderts, eine Pietà von 1722 und eine Figur des Antonius von Padua aus dem 18. Jahrhundert.

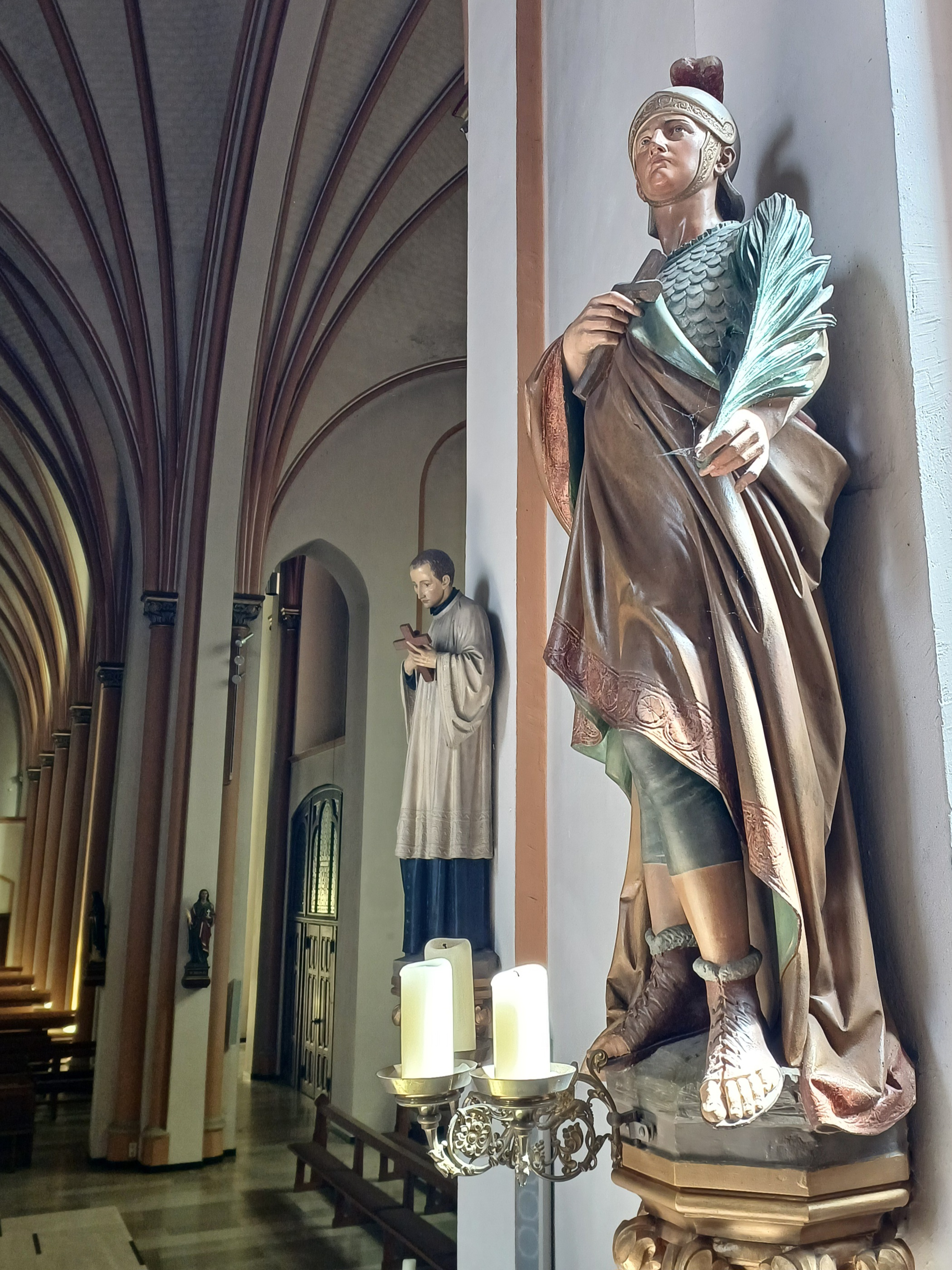
Hl. Gorgonius vom Bildhauer August Schmiemann

Die Figur des Hl. Gorgonius im Chorraum der Kirche, die den Namenspatron in römischer Kriegstracht mit Panzer und Schwert zeigt, stammt vom münsteraner Bildhauer August Schmiemann.

## Glocken
Die renommierte Glockengießerei Otto aus Bremen-Hemelingen hat sowohl für die St.-Gorgonius-Kirche wie auch für die Martin-Luther-Kirche in Goldenstedt Bronzeglocken gegossen. Die kath. Gemeinde erhielt im Jahr 1949 zwei Glocken mit den Tönen f′ und a′. Ihre Durchmesser sind: 1154 mm und 916 mm. Die Glocken wiegen zirka 1020 kg und 420 kg.